# 千日百貨店火災
千日百貨店火災（日语：千日デパート火災）是1972年5月13日發生於日本大阪府大阪市南區的重大火災，造成118人死亡。

## 引註
1. ↑  判例時報 1985.
2. ↑  岸本 2002，第29頁.
3. ↑  室崎 1981，第57頁.
4. ↑  村上 1986，第56,63,80頁.